# Грамотей
«Грамотей» — народный журнал, издававшийся на русском языке в Российской империи с 1861 года по 1876 год.

## История
Журнал «Грамотей» выпускался в городе Москве в типографии «Кушнерёв и К°» с октября 1861 года по пять выпусков в год, а с 1865 года по 1866 год — по 6 книг в год, а с 1869 года это периодическое издание стало издаваться ежемесячно.
Журнал был основан Иваном Николаевичем Кушнерёвым, а его редактором был Николай Францевич Савич.
В журнале размещали свои статьи Н. М. Богомолов Н. А. Маев, В. Ю. Скалон, Д. Н. Садовников и другие. В 1873 году в журнале Грамотей дебютировал русский поэт Спиридон Дмитриевич Дрожжин.
В конце XIX — начале XX века на страницах Энциклопедического словаря Брокгауза и Ефрона была дана следующая рецензия этому печатному изданию:
«Первые годы Г. представляет любопытную попытку народного журнала, который, приноравливаясь к читателю, вводит его в круг современной жизни; но впоследствии он обратился просто в периодический сборник статей, преимущественно беллетристических, и хотя в нем попадаются имена Решетникова, Левитова, некоторых педагогов и других довольно известных писателей, но специальная его цель — быть народным журналом — как бы исчезла».
В конце 1876 года вышел в свет последний номер журнала «Грамотей».